# Atibaia
Atibaia är en stad och kommun i Brasilien och ligger i delstaten São Paulo. Staden grundades år 1665, fick kommunrättigheter den 27 juni 1769 och har idag cirka 140 000 invånare.

## Demografi
| Område     | Areal (km²)   | Invånarantal 1 augusti 2000 | Invånarantal 1 augusti 2010 | Invånarantal 1 juli 2014 |
| ---------- | ------------- | --------------------------- | --------------------------- | ------------------------ |
| Kommun     | 478,52        | 111 300                     | 126 603                     | 135 895                  |
| Centralort | Ingen uppgift | 96 874                      | 115 229                     | Ingen uppgift            |